# Pleurobema tombigbeanum
Pleurobema tombigbeanum är en musselart som beskrevs av Frierson. Pleurobema tombigbeanum ingår i släktet Pleurobema och familjen målarmusslor. Inga underarter finns listade i Catalogue of Life.